# Disclose
Disclose - японская D-beat хардкор-панк-группа из города Коти. Образована в 1990 году, первоначально как краст панк-группа в составе четырех человек под названием Dehumanization. Позже участники сменили жанр на D-beat. Disclose вдохновлялись легендарной группой Discharge и копировали их стиль. В музыке группы часто гитарные эффекты фузз и дисторшн. Темы песен в основном о войне, ядерных катастрофах, их ужасных последствиях, страхе и смерти.

## История
В 1992 году группу покинули басист и вокалист. Вокалистом стал Каваками, а место басиста занял Тукугава. В 1993 уходит первый барабанщик, и из первоначального состава в группе остается только Каваками.
За время существования Disclose выпустила много пластинок и записей, оказали влияние на многие группы. 5 июня 2007 года умирает лидер группы Каваками. Его нашли мертвым на полу в своей квартире. Смерть наступила от передозировки алкоголем и седативными препаратами. Самоубийство не подтвердилось.

## Участники
- Каваками – вокал и гитара
- Хиро – ударные
- Масамбиентдум – бас

### Бывшие участники
- Цукаса – вокал
- Фукугава – бас
- Ясуока – бас
- Ёсэй – бас
- Фудзивара – ударные
- Уо-Като – ударные
- Аки – ударные

## Дискография

### CD
- Raw Brutal Assault Vol. 1 (2003, с песнями 1992 – 1994 гг.)
- Raw Brutal Assault Vol. 2 (2003, с песнями 1994 – 1998 гг.)
- No More Pain

### LP
- Tragedy (1994)
- Yesterday’s fairytale, tomorrow’s nightmare (2003)
- The Demos Album (1995)

### EP12
- Nightmare or Reality (1999)
- Apocalypse of Death (2002)
- Split with Totalitär (2000)

### EP 10
- Great Swedish Feast (1995)
- The Aspects of War (1997)

### EP 7
- Once the War started (1993)
- Visions of War (1996)
- 4 track ep (1997)
- The Nuclear Victims (1998)
- A mass of Raw sound Assault (2001)
- Neverending War (2003)
- The sound of Disaster (2003)
- Apocalypse Continues (2004)

### СплитыEP 7
- Kochi-City Hardcore (с Insane Youth, 1993)
- Why must we die? (с Hellkrusher, 1994)
- No More Pain! (с Selfish, 1994)
- War of aggression (с Cluster Bomb Unit, 1995)
- Attack The Enemy (с Homomillita, 1995)
- Endless War (с Squandered, 1998)
- Chainsaw Tour '04 (с Framtid, 2004)
- Noise Not Music (с No Fucker, 2004)
- USA Tour (с No Fucker)
- Love & Hope (с Hakuchi, 1998)
- Dis-Nightmare still continues (с World Burns to Death, 2004)
- The Time Of Hell (с Besthöven, 2004)
- In Chaos We Trust (с FlyBlown, 2005)
- Nuclear Hell (с G.A.T.E.S., 2005)
- Controlled By Fear (с Cruelty, 2005)
- Split 7" (с Scarred For Life, 2007)

### Демо
- Conquest (1993)
- Fear of the War (1993)
- Total Dis-Lickers (1998)